# 수당상
수당상은 기초과학, 응용과학, 인문사회과학 분야에 시상함으로써 연구자의 업적을 기리고 기술과 학문 발전에 기여하기 위한 학술상이다. 2007년 까지는 자연과학 분야에서도 시상 하였다. 이 상은 삼양그룹 산하 수당재단이 수여한다. 수상자에게는 상금 2억 원과 상패가 수여된다.

## 수상자
|        | 수상자                                                   | 수상자                                                                    | 수상자                                   | 수상자                                  |
| ------ | -------------------------------------------------------- | ------------------------------------------------------------------------- | ---------------------------------------- | --------------------------------------- |
| 1973년 | 이태규 (한국과학원 명예교수, 화학)                       | 이태규 (한국과학원 명예교수, 화학)                                        | 이태규 (한국과학원 명예교수, 화학)       | 이태규 (한국과학원 명예교수, 화학)      |
| 1974년 | 이희준 (전 조선전업 사장, 토목공학)                      | 이희준 (전 조선전업 사장, 토목공학)                                       | 이희준 (전 조선전업 사장, 토목공학)      | 이희준 (전 조선전업 사장, 토목공학)     |
| 1975년 | 안동혁 (학술원 부회장, 응용화학)                         | 안동혁 (학술원 부회장, 응용화학)                                          | 안동혁 (학술원 부회장, 응용화학)         | 안동혁 (학술원 부회장, 응용화학)        |
| 1976년 | 윤일선 (전 서울대 총장, 병리학)                          | 윤일선 (전 서울대 총장, 병리학)                                           | 윤일선 (전 서울대 총장, 병리학)          | 윤일선 (전 서울대 총장, 병리학)         |
| 1977년 | 조백현 (서울대 농대 명예교수, 농예화학)                  | 조백현 (서울대 농대 명예교수, 농예화학)                                   | 조백현 (서울대 농대 명예교수, 농예화학)  | 조백현 (서울대 농대 명예교수, 농예화학) |
| 1978년 | 정문기 (학술원 회원, 수산학)                             | 정문기 (학술원 회원, 수산학)                                              | 정문기 (학술원 회원, 수산학)             | 정문기 (학술원 회원, 수산학)            |
| 1979년 | 최규남 (전 문교부 장관, 물리학)                          | 최규남 (전 문교부 장관, 물리학)                                           | 최규남 (전 문교부 장관, 물리학)          | 최규남 (전 문교부 장관, 물리학)         |
| 1980년 | 김두종 (학술원 회원, 의학)                               | 김두종 (학술원 회원, 의학)                                                | 김두종 (학술원 회원, 의학)               | 김두종 (학술원 회원, 의학)              |
| 1981년 | 박동길 (학술원 부회장, 지질학)                           | 박동길 (학술원 부회장, 지질학)                                            | 박동길 (학술원 부회장, 지질학)           | 박동길 (학술원 부회장, 지질학)          |
| 1982년 | 현신규 (서울대 명예교수, 임학)                           | 현신규 (서울대 명예교수, 임학)                                            | 현신규 (서울대 명예교수, 임학)           | 현신규 (서울대 명예교수, 임학)          |
| 1983년 | 김동익 (전 서울의대 학장. 내과학)                        | 김동익 (전 서울의대 학장. 내과학)                                         | 김동익 (전 서울의대 학장. 내과학)        | 김동익 (전 서울의대 학장. 내과학)       |
| 1984년 | 나세진 (전 서울의대 학장, 해부학)                        | 나세진 (전 서울의대 학장, 해부학)                                         | 나세진 (전 서울의대 학장, 해부학)        | 나세진 (전 서울의대 학장, 해부학)       |
| 1985년 | 이용설 (전 세브란스 의전 학장, 외과학)                   | 이용설 (전 세브란스 의전 학장, 외과학)                                    | 이용설 (전 세브란스 의전 학장, 외과학)   | 이용설 (전 세브란스 의전 학장, 외과학)  |
| 1986년 | 정구충 (정구충 의원, 외과학)                             | 정구충 (정구충 의원, 외과학)                                              | 정구충 (정구충 의원, 외과학)             | 정구충 (정구충 의원, 외과학)            |
|        | 기초과학                                                 | 응용과학                                                                  | 인문사회부문                             | 자연과학부문                            |
| 2006년 | –                                                        | –                                                                         | 윤석철 (한양대 석좌 교수, 경영학)        | 진정일 (고려대 교수, 화학)              |
| 2007년 | –                                                        | –                                                                         | 한영우 (한림대 특임교수, 국사학)         | 이현구 (서울대 명예교수, 화학공학)      |
| 2008년 | 안진흥 (포스텍 교수, 생명과학)                           | 한송엽 (서울대 명예교수, 전기공학)                                        | 정진홍 (이화여대 석좌교수, 종교학)       | –                                       |
| 2009년 | 명효철 (고등과학원 원장, 수학)                           | 현재천 (고려대 교수, 화학공학)                                            | 이기동 (동국대 석좌교수, 국사학)         | –                                       |
| 2010년 | 박수문 (울산과학기술대 석좌교수, 에너지공학)             | 이명걸 (서울대 교수, 약물역학)                                            | 박영철 (고려대 석좌교수, 국제 경제학)    | –                                       |
| 2011년 | 김두철 (고등과학원 원장, 물리학)                         | 이홍희 (서울대학교 명예교수, 화학공학)                                    | 김윤식 (서울대학교 명예교수, 국문학)     | –                                       |
| 2012년 | 김명수 (서울대학교 교수, 화학)                           | 변증남 (울산과학기술대 석좌교수, 전기공학)                                | 홍원탁 (서울대학교 명예교수, 경제학)     | –                                       |
| 2013년 | 김경렬 (서울대학교 교수)                                 | 이정용 (한국과학기술원 교수)                                              | 박원호 (고려대학교 명예교수)             | –                                       |
| 2014년 | 이영희 (성균관대학교 교수)                               | 성형진 (한국과학기술원 교수)                                              | 윤사순 (고려대학교 명예교수)             | –                                       |
| 2015년 | 정진하 (서울대학교 교수)                                 | 제정호 (포항공과대학교 교수)                                              | 서대석 (서울대학교 명예교수)             | –                                       |
| 2016년 | 조봉래 (대진대학교 석좌교수)                             | 박수영 (서울대학교 교수, 재료공학)                                        | 정기준 (서울대학교 명예교수, 경제학)     | –                                       |
| 2017년 | 이영조 (서울대학교 교수, 통계학)                         | 최정우 (서강대학교 교수, 화공생명공학)                                    | 홍윤표 (전 연세대학교 교수, 국어국문학)  | –                                       |
| 2018년 | 최의주 (고려대학교 교수, 생명과학)                       | 이병호 (서울대학교 교수, 전기·정보공학)                                   | 임현진 (서울대학교 교수, 사회학)         | –                                       |
| 2019년 | 이형목 (서울대학교 교수/한국천문연구원 원장, 천체물리학) | 권익찬 (한국과학기술연구원 책임연구원, 약학)                              | 이태진 (서울대학교 명예교수, 역사학)     | –                                       |
| 2020년 | 김동호 (연세대학교 교수, 화학)                           | 최해천 (서울대학교 교수, 기계공학)                                        | 이한구 (경희대학교 석좌교수, 철학)       | –                                       |
| 2021년 | –                                                        | 김장주 (서울대학교 명예교수, 재료공학) 성영은 (서울대학교 교수, 화학공학) | –                                        | –                                       |
| 2022년 | –                                                        | 이성환 (고려대학교 교수, 인공지능학)                                      | 오생근 (서울대학교 명예교수, 불어불문학) | –                                       |
| 2023년 | 안지훈 (고려대학교 교수, 생명과학)                       | 김기현 (한양대학교 석학교수, 건설환경공학)                                | –                                        | –                                       |
| 2024년 | 이현우 (포항공과대학교 석천석좌교수, 물리학과)           | 조길원 (포항공과대학교 University Professor, 화학공학과)                  | –                                        | –                                       |
| 2025년 | 이효철 (한국과학기술원 교수, 화학과)                     | 이중희 (전북대 석좌교수, 나노융합공학과)                                  | –                                        | –                                       |

## 같이 보기
- 경암학술상